# Недостаточность аортального клапана
Недоста́точность аорта́льного кла́пана, называемая также аорта́льной регургита́цией — один из видов приобретённых пороков сердца с нарушением гемодинамики, характеризующимся обратным током крови из аорты в левый желудочек в диастолу через дефект аортального клапана. Наиболее частыми причинами болезни являются острая ревматическая лихорадка и инфекционный эндокардит. В терапии аортальной недостаточности предусмотрено как консервативное, так и оперативное лечение.

## Этиология
Причинами аортальной недостаточности, как и других приобретённых пороков сердца, являются:
- острая ревматическая лихорадка;
- инфекционный эндокардит;
- атеросклероз;
- сифилитическое поражение клапана;
- травма грудной клетки;
- системные заболевания соединительной ткани.

Наиболее частыми причинами среди прочих являются острая ревматическая лихорадка, инфекционный эндокардит и двустворчатый клапан аорты . Менее частыми причинами являются марфаноподобные синдромы (Синдромы Лоеса-Дитца, Элерса — Данлоса), анкилозирующий спондилоартрит. Сравнительно редко встречается относительная аортальная недостаточность, характеризующаяся значительным расширением устья аорты при гипертонической болезни и выраженном атеросклерозе аорты.

## Классификация
Существуют разные классификации недостаточности аортального клапана. Среди них можно выделить:

### Степени порока по длине струирегургитациикрови
- I степень — не более 5 мм от створок аортального клапана (струя под створками аортального клапана);
- II степень — 5—10 мм, струя доходит до створок митрального клапана;
- III степень — более 10 мм, струя достигает верхушки левого желудочка[8]:.

### Степени порока по количеству регургитируемой крови
- I степень — объем забрасываемой обратно крови не превышает 15 %;
- II степень — количество крови колеблется в диапазоне от 15 % до 30 %;
- III степень — объём крови составляет до 50 % от сердечного выброса;
- IV степень — в желудочек возвращается более половины от всей крови[8].

### Клинические стадии аортальной недостаточности
Функционально-клиническая классификация, имеющая практическое значение, относит:
- К стадии А пациентов с риском аортальной недостаточности, не имеющих гемодинамический изменений и их последствий, а также симптомов;
- К стадии B пациентов с прогрессированием недостаточности, со степенью регургитации от I до III, но также без симптомов;
- К стадии С бессимптомных пациентов с тяжёлой степенью регургитации и её последствиями в виде дисфункции левого желудочка;
- К стадии D пациентов с тяжёлой степенью регургитации, у которых появились симптомы, в первую очередь недостаточности кровообращения.

## Гемодинамика
При аортальной недостаточности не закрываются полулунные створки во время диастолы, что приводит к обратному току крови из аорты в левый желудочек (в норме — из левого предсердия). Объём возвращающейся крови зависит, в основном, от площади незакрытой части аортального отверстия. Дополнительное количество крови в левом желудочке приводит к его гипертрофии и дилатации. В результате большее количество крови выбрасывается во время систолы из левого желудочка в аорту. Происходит перегрузка объёмом, в результате чего левый желудочек постепенно расширяется. Отток крови из аорты в левый желудочек приводит к снижению диастолического давления и повышению пульсового давления. Вторичный застой в малом кругу кровообращения способствует повышению давления в лёгочных артериях, в результате которого развивается гипертрофия правого желудочка. При пороке также происходит ишемия миокарда левого желудочка по причине большой нагрузки и уменьшения поступления крови в коронарные сосуды. 
Аортальная регургитация, возникшая остро, может привести к полиорганной недостаточности и кардиогенному шоку, так как пульсовое давление при отсутствии увеличения левого желудочка остаётся нормальным или снижается, при этом конечное диастолическое давление в неподготовленном левом желудочке растёт резко, митральный клапан закрывается преждевременно, левое предсердие опорожняется не полностью, и всё это ведёт к снижению сердечного выброса .

## Патологическая анатомия
Морфология порока зависит от причины его возникновения. Однако при любой этиологии наблюдается воспалительно-склеротический процесс в области створок клапана и их сморщивание. По мере распространения патологического процесса на аорту, происходит растяжение устья и оттягивание створок. Наблюдается значительное расширение границ левого желудочка. При присоединении септического поражения отмечается образование дефектов.

## Клиническая картина и физикальное обследование
Клиника аортальной недостаточности включает следующие симптомы и данные физикального обследования:
- головокружения и склонность к обморокам;
- боль в области сердца стенокардического характера;
- большая разница между систолическим и диастолическим давлением (цифры систолического давления высокие, а диастолического — низкие);
- «пляска каротид» — видимая пульсация общих сонных артерий, иногда височных и подключичных вен;
- симптом Мюссе — покачивание головы;
- симптомы застоя крови в малом кругу кровообращения (признаки сердечной астмы);
- высокий и скачущий пульс;
- пульсация в правом подреберье в области проекции печени;
- появление псевдокапиллярного пульса (признак Квинке);
- пальпация: верхушечный толчок усилен со смещением влево и вниз;
- при аускультации — ослабление I тона у верхушки сердца и ослабление II тона над аортой;
- иногда при данном пороке на бедренной артерии выслушивается два тона (двойной тон Траубе и двойной шум Виноградова-Дюрозье)[12];
- симптом Беккера — видимая пульсация артерий сетчатки при офтальмологическом исследовании [13].

## Дополнительные методы обследования

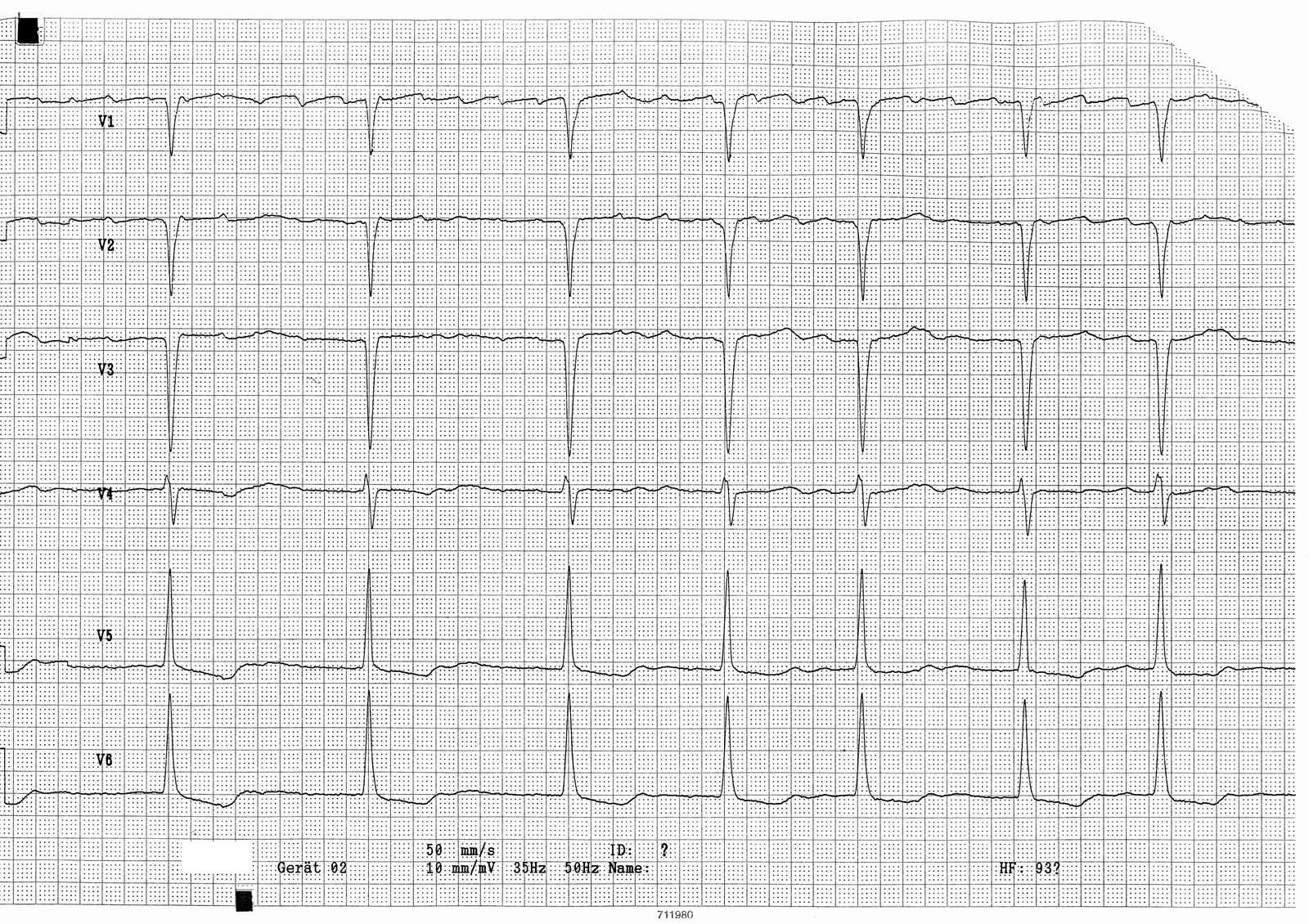
ЭКГ-диагностика аортального порока

При проведении инструментальных методов обследования выявляются следующие признаки:
- ЭхоКГ (ведущий инструментальный метод): выявление трепетание передней створки митрального клапана во время диастолы по причине удара струи при регургитации (обратном токе) крови из аорты в желудочек;
- ЭКГ: признаки гипертрофии и дилатации левого желудочка, признаки перегрузки левого желудочка и относительной коронарной недостаточности (снижение сегмента S-T и отрицательный зубец T в I и II стандартных и левых грудных отведениях, может наблюдаться блокада левой ножки пучка Гиса;
- рентгенологическое исследование: аортальная конфигурация сердца (увеличение левого желудочка), сердце приобретает специфическую форму «сапога»;
- доплер-исследование: поток регургитации в полость левого желудочка, диастолическая реверсия потока в брюшном отделе аорты;
- фонокардиография над аортой: высокочастотный диастолический шум, амплитуда снижается к окончанию диастолы, снижение амплитуды II тона[14].

## Лечение
В терапии аортальной недостаточности предусмотрено:

### Консервативное лечение
- лечение основного заболевания, вызвавшего порок;
- сердечные гликозиды (Дигоксин, Строфантин, Коргликон);
- диуретики (Фуросемид, Дихлотиазид, Спироналактон);
- ингибиторы АПФ (Каптоприл, Эналаприл);
- лечение тромбоэмболических осложнений (антиагреганты, антикоагулянты);
- по показаниям — нитраты, бета-блокаторы;
- физиотерапия — при отсутствии противопоказаний (индуктотермия на область надпочечников, ДМВ-терапия, бальнеотерапия).

### Оперативное лечение
- протезирование аортального клапана[16];
- пластические процедуры (выполняются реже, чем протезирование клапана).